# Quilting

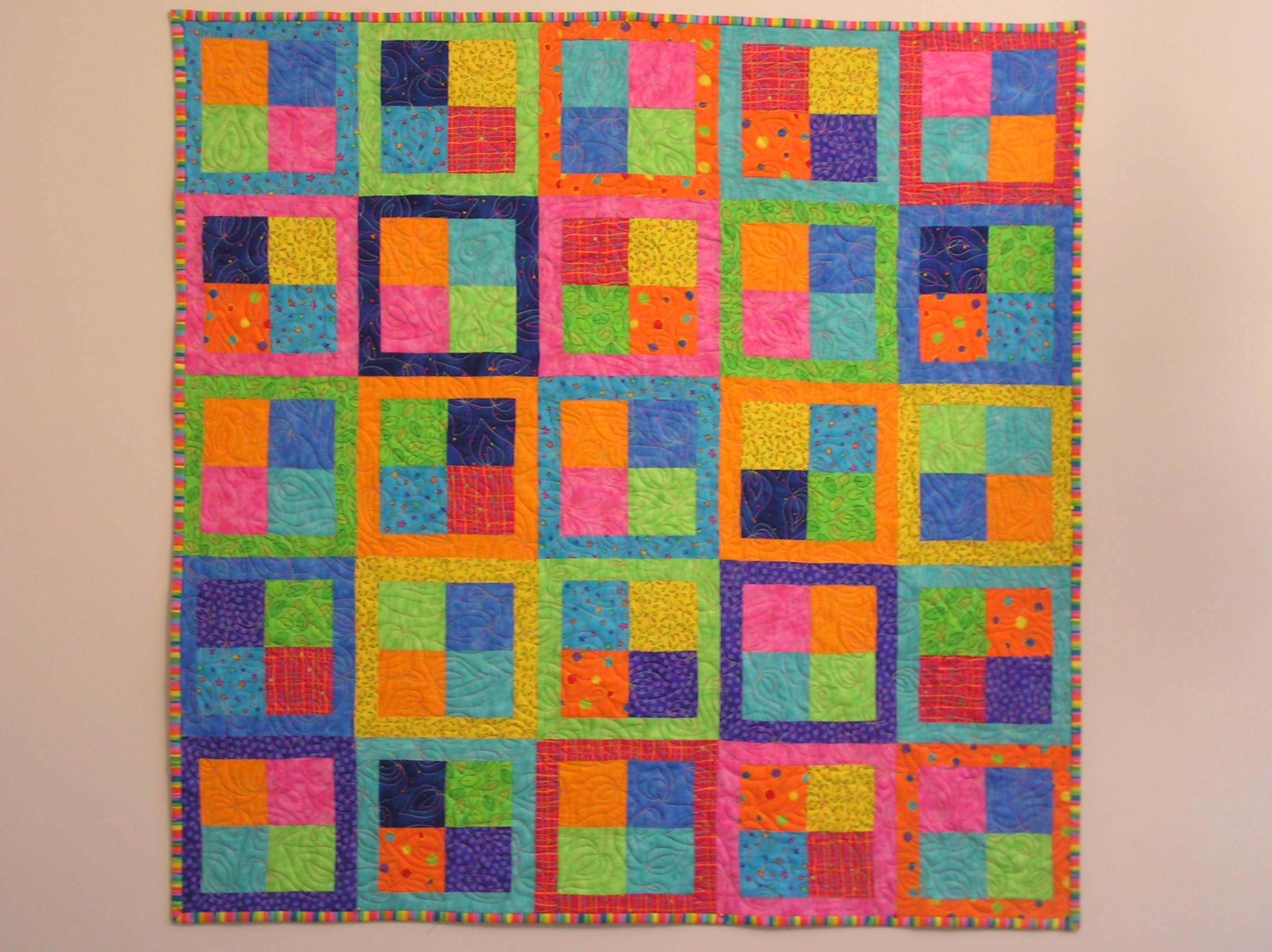
Peça executada com a técnica do quilting

A palavra quilt provém do latim culcita, uma espécie de colchão ou almofadão preenchido com algo macio e quente (assim como penas, lã ou cabelos) e usado para deitar ou cobrir. Quilting, que significa acolchoamento, e Patchwork são parceiros no mundo do artesanato, e têm estado juntos por milhares de anos.
As razões para se fazer um quilt são diversas: eles podem ser simplesmente algo para manter as pessoas quentes; eles podem ser cópias de velhos quilts, celebrando o passado; eles podem brincar com padrões e texturas de tecidos por puro prazer, pelo exercício e pela beleza do resultado. 

## Histórico
Evidências da existência do quilting retrocedem a vários séculos antes dos romanos. Um tapete funerário, achado na Rússia no chão do túmulo de um chefe, e datado de algo entre 100 a.C. a 200 d.C., é provavelmente o item mais antigo de quilting que sobreviveu.

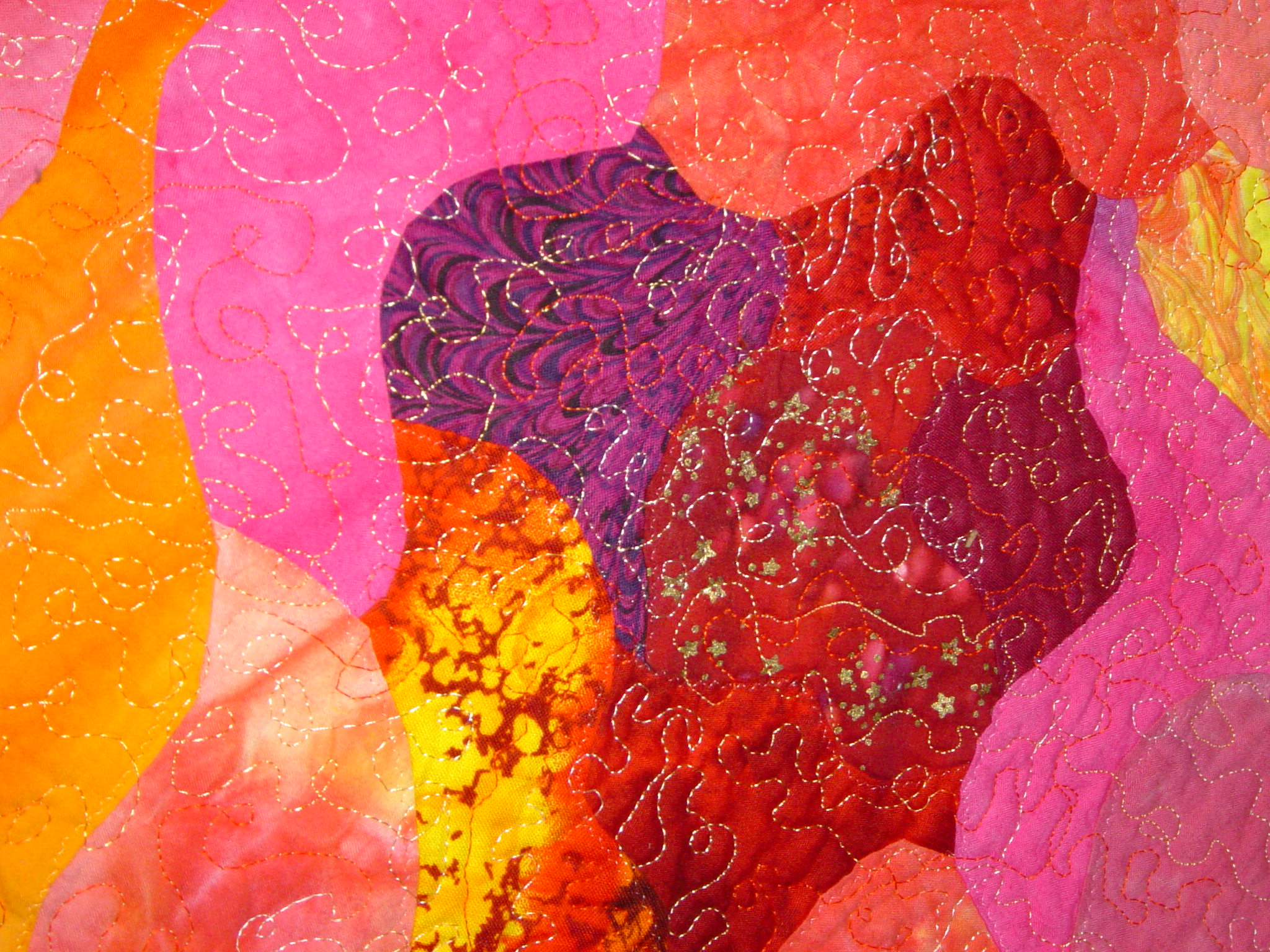
Detalhe de um quilt

Um dos mais importantes usos do quilting em muitas sociedades antigas foi na confecção de armaduras pessoais e usados especialmente pelos exército da China, do Japão, da Índia e através da Europa, até a Idade Média, pois forneciam uma defesa efetiva contra golpes de espadas, lanças e flechas. Foram encontrados também alguns artigos sobreviventes ocasionais na Sicília, que datam do final do século XIV.
Apesar da referência ao quilt ocorrer quase exclusivamente nos relatos e inventários das famílias das classes superiores da Idade Média, é razoável supor que mulheres das famílias pobres também faziam quilts. Alguns exemplos de quilting inglês datam do começo do século XVIII.
Patchwork e quilting eram ocupações comuns na maioria das sociedades, até que revestimentos e cobertas de cama passaram a ser manufaturados e ganharam disponibilidade geral. Só após isso passaram a ser associados aos pobres, que não podiam adquirir manufaturados e peças prontas. Esta associação entre patchwork e pobreza durou ate a mudança dos padrões sociais, após a Segunda Guerra Mundial, quando as mulheres começaram a sair de casa para trabalhar.

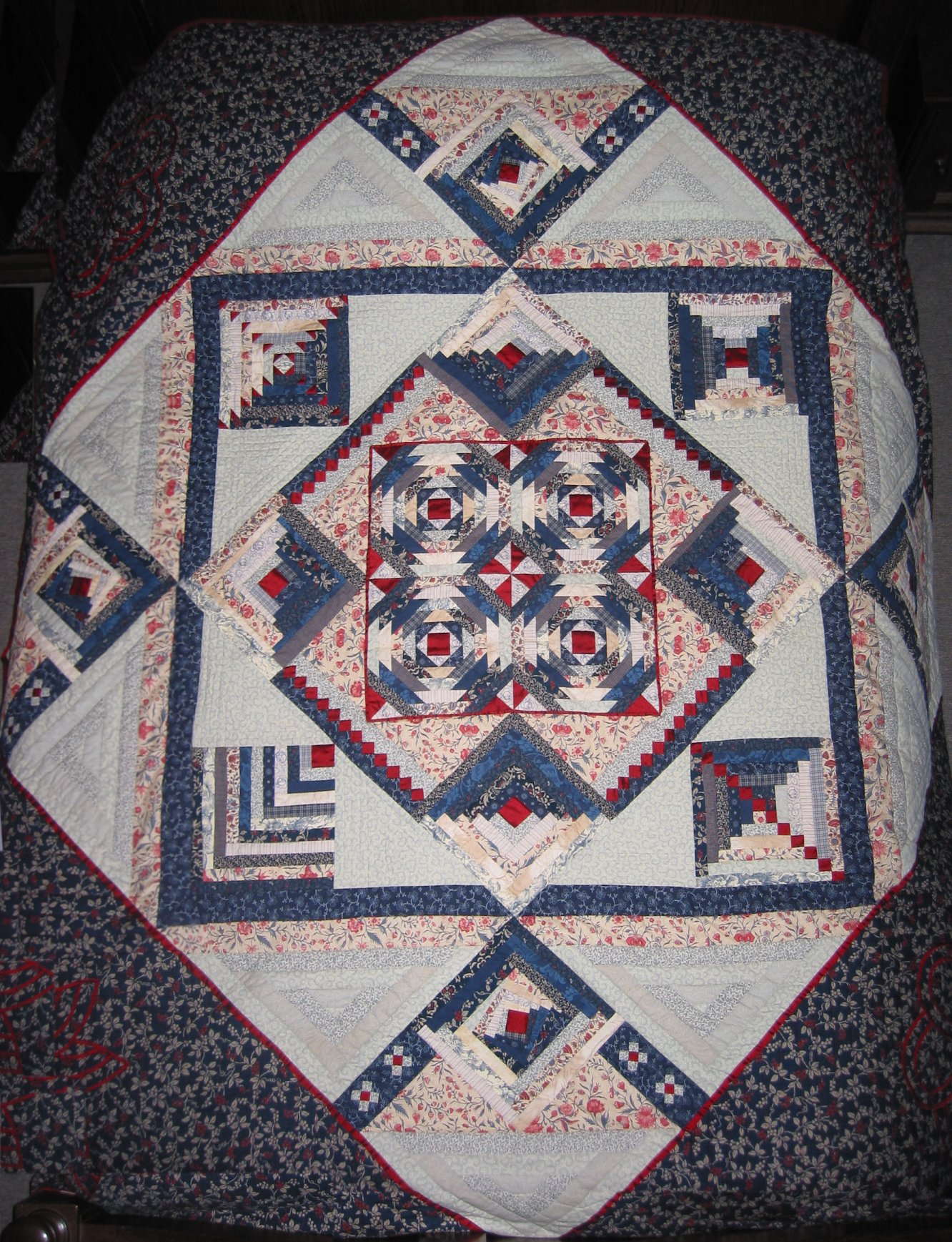
Trabalho em patchwork e quilting

Na América do Norte, especialmente nos Estados Unidos, patchwork e quilting faziam parte da cena social, particularmente nas áreas rurais, onde eram praticados desde os tempos da colonização. Serviam como ferramenta de sobrevivência, de escape social devido a cooperação na montagem de itens grandes e, em geral, eram a única forma de expressão criativa de mulheres que muitas vezes viviam em lugares isolados.  A execução de "blocos" certamente se desenvolveu por razões simples e práticas, pois eles eram fáceis de carregar quando a família se mudava e podiam ser trabalhados em horas ociosas tanto de períodos de mudança quanto em espaços pequenos.
O quilting estadunidense é o que tem tido maior influência nos anos recentes por todo o mundo, particularmente em lugares como Austrália e Japão.